# 콘스탄티노폴리스의 아테나고라스 1세
아테나고라스 1세(그리스어:  Αθηναγόρας Α', 1886년 4월 6일 - 1972년 7월 7일)는 제267대 콘스탄티노폴리스 세계 총대주교(1948년 - 1972년)이며 본명은 아리스토클레스 스피로우(그리스어: Αριστοκλής Σπύρου)이다.

## 생애
아테나고라스는 1886년 4월 6일 오스만 제국(당시) 이오아니나 인근의 바실리콘에서 태어났다. 그의 부친은 마태오스 N. 스피로우이고, 모친은 엘레니 V. 모로코스이다. 모친은 아테나고라스가 13세가 되던 해에 사망하였다. 그는 터키의 할키 신학교에서 공부하였으며, 1910년에 졸업하였다. 신학교 졸업 후에 그는 수사가 되어 ‘아테나고라스’라는 수도명을 받았으며, 보제품을 받았다. 그는 펠라고니아 교구의 대수도보제로 봉사하다가 1919년 아테네의 대주교 멜레티오스의 비서로 기용되었다. 보제로 있던 그는 1922년 코르푸의 수석대주교로 선출되었으며, 그 즉시 주교품을 받았다.
1930년 아테나고라스는 사실 확인을 위해 정교회 미국 관구 대교구를 방문하고 그리스로 돌아왔다. 아테나고라스를 눈여겨본 미국 관구 대주교 다마스티노스는 콘스탄티노폴리스 세계 총대주교 포티오스 2세에게 요청하여, 아테나고라스를 남북 아메리카의 대주교로 임명하도록 하였다. 1930년 8월 30일 포티오스 2세 세계 총대주교는 아테나고라스를 대주교로 임명하였다.
1938년 아테나고라스는 미국으로 귀화하여 시민권을 취득하였다.
1948년 11월 1일 아테나고라스는 콘스탄티노폴리스 세계 총대주교로 선출되었는데, 당시 그의 나이는 61세였다. 1949년 1월 그는 터키 이스탄불로 가는 미국 대통령 해리 트루먼의 개인 비행기 안에서 세계 총대주교직을 인수받았다. 세계 총대주교가 된 그는 세계교회협의회와 활발하게 교류하였으며, 로마 가톨릭교회의 수장인 교황과의 관계를 개선해 나갔다.
1972년 7월 6일 아테나고라스는 엉덩이 골절로 병원에 입원하였으며, 이스탄불(콘스탄티노폴리스)에서 신장쇠약으로 인하여 86세를 일기로 안식하였다.

## 교회 일치 운동
아테나고라스 1세는 1964년 예루살렘에서 교황 바오로 6세와 역사적인 만남을 가졌다. 동방 정교회의 지도자와 로마 가톨릭교회의 지도자의 만남은 1054년 교회의 대분열 이후 처음이었다. 두 사람의 만남은 로마와 콘스탄티노폴리스 및 정교회의 다른 총대주교들 간의 영적 교류를 복구하는데 중요한 첫걸음이 되었다. 그리고 1965년 12월 7일에는 두 교회가 공동 선언문을 작성하여 발표하기에 이르렀다. 두 교회의 공동 선언문은 제2차 바티칸 공의회와 콘스탄티노폴리스의 특별 예식에서 동시에 공표되었다.
비록 두 교회의 공동 선언으로 1054년의 교회 대분열을 종식시키지는 못하였지만, 로마 교황 바오로 6세와 콘스탄티노폴리스 세계 총대주교 아테나고라스 1세를 각각 대표로 하는 두 교회 간의 화해를 향한 밑거름이 되었다. 그러나 모든 정교회의 지도자들이 기쁜 마음으로 공동 선언문을 받아들인 것은 아니었다. 1965년 해외 러시아 정교회의 수도대주교 필라레트는 아테나고라스 1세에게 로마 가톨릭교회와의 화해는 곧 이단이라는 내용의 서신을 보냈다.